# Jaera lagus
Jaera lagus är en fjärilsart som beskrevs av Pieter Cramer 1777. Jaera lagus ingår i släktet Jaera och familjen juvelvingar. Inga underarter finns listade i Catalogue of Life.